# 嫦娥石
嫦娥石（じょうがせき、中国語: 嫦娥石、英語: Changesite-(Y)）はリン酸塩鉱物の一種の柱状結晶体で、月の玄武岩の粒子の中に含まれている。
国際鉱物学連合（IMA）の新鉱物・命名・分類委員会（CNMNC）の投票を経て、新たな鉱物と確認された。
この鉱物は、中国の月探査計画である嫦娥計画の一環として、無人探査機「嫦娥5号」が回収した土壌サンプルに含まれていたもので、月に住むとされる中国の伝説上の仙女「嫦娥」にちなんで命名された。
これは人類が月で発見した新たな鉱物としては6種類目となり、中国は米国、旧ソ連に次いで、月で新たな鉱物を発見した3番目の国となった。